# Cantón de Castanet-Tolosan
El cantón de Castanet-Tolosan es una división administrativa francesa, situada en el departamento de Alto Garona y la región de Mediodía-Pirineos.

## Composición
El cantón de Castanet-Tolosan incluye quince comunas:
- Castanet-Tolosan
- Saint-Orens-de-Gameville
- Labège
- Auzeville-Tolosane
- Auzielle
- Lacroix-Falgarde
- Péchabou
- Vigoulet-Auzil
- Vieille-Toulouse
- Goyrans
- Pechbusque
- Aureville
- Clermont-le-Fort
- Rebigue
- Mervilla

## Imágenes del cantón

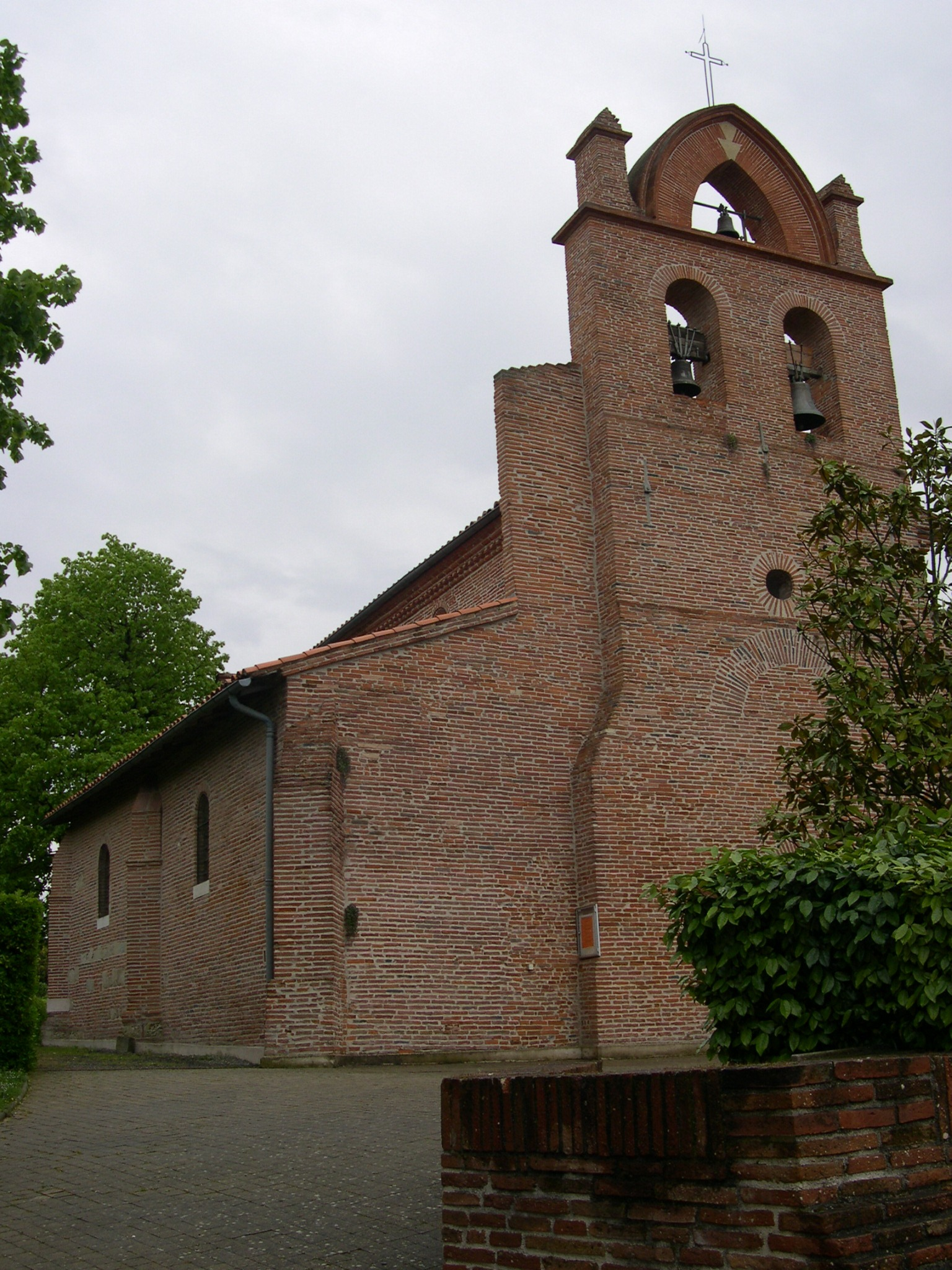
Iglesia de Veille-Toulouse.